# (931) Whittemora
(931) Whittemora ist ein Asteroid des Hauptgürtels, der am 19. März 1920 vom Astronomen François Gonnessiat entdeckt wurde.
Benannt wurde der Asteroid nach einem Professor namens Thomas Whittemore.